# Fraccionamiento Ciudad Yagul
Fraccionamiento Ciudad Yagul är en ort i Mexiko.   Den ligger i kommunen Tlacolula de Matamoros och delstaten Oaxaca, i den sydöstra delen av landet, 400 km sydost om huvudstaden Mexico City. Fraccionamiento Ciudad Yagul ligger 1 664 meter över havet och antalet invånare är 2 408.
Terrängen runt Fraccionamiento Ciudad Yagul är varierad. Runt Fraccionamiento Ciudad Yagul är det ganska tätbefolkat, med 56 invånare per kvadratkilometer. Närmaste större samhälle är Tlacolula de Matamoros, 2,9 km sydväst om Fraccionamiento Ciudad Yagul. Trakten runt Fraccionamiento Ciudad Yagul består i huvudsak av gräsmarker.